# マグヌス3世 (スウェーデン王)

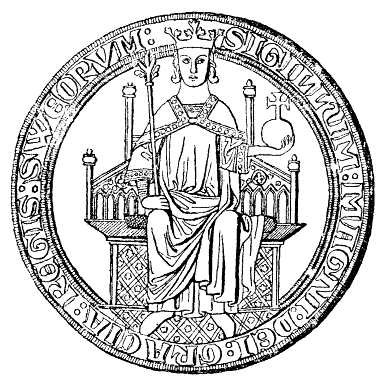
マグヌス3世のシール

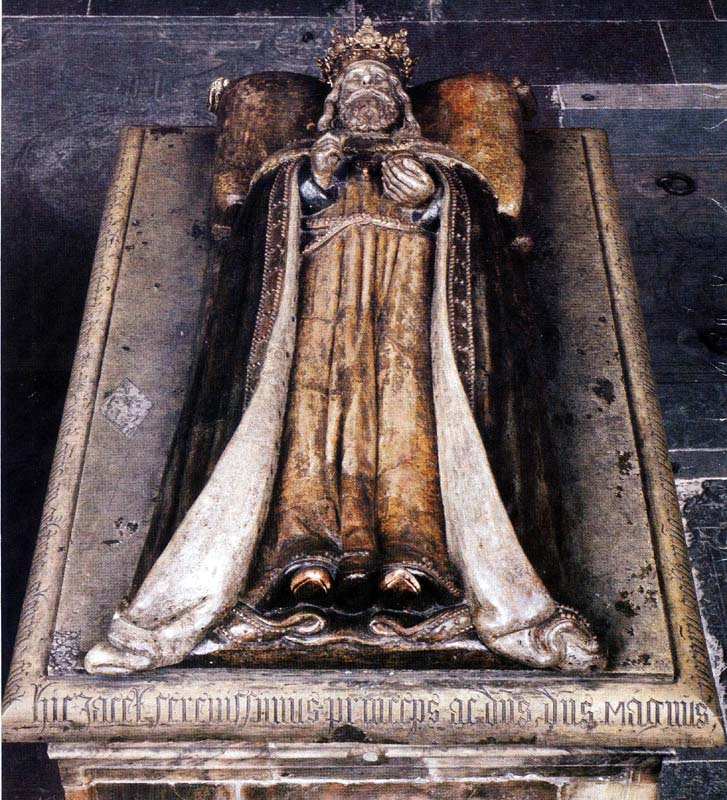
マグヌスとその家族のものとされた地下埋葬室上に16世紀に置かれたマグヌスの墓像（リッダーホルム教会）

マグヌス3世（マグヌス3せい、スウェーデン語: Magnus III, 1240年ごろ - 1290年12月18日）またはマグヌス・ラドゥロス（Magnus Ladulås）は、スウェーデン王（在位：1275年 - 1290年）。

## 名前
マグヌス3世はスウェーデンを長期間支配した最初のマグヌスの名を持つ王であり、一般に簒奪者や僭称者とは見なされてはいない（ただし、スウェーデンの王として統治を行ったマグヌスとしては3人目である）。後の歴史家は、彼の異名「Ladulås」（納屋の錠）を、1279年または1280年に出された、旅する貴族や司教に食料を提供する義務から自作農を解放する勅令によるものとしている（「農民よ!納屋に錠をかけよ!」）。別の説では、その異名がラディスラウスの転訛であるというものであり、マグヌスがスラヴの血を引くことから、ラディスラウスがマグヌスの2番目の名前であった可能性がある（マグヌスの母方の曽祖母は、リューリク家出身のソフィヤ・ウラジミロヴナであった）。この王はマグヌス1世とも呼ばれているが、今日のスウェーデンの歴史家はそれを認めていない。
フィンランド語では、マグヌスはMauno LadonlukkoまたはMauno Birgerinpoikaとよばれる。

## 生涯
マグヌスは、正確な生年は不明であるがおそらくビルイェル・ヤール（1200年 - 66年）とインゲボリ・エリクスドッテルの次男である。母インゲボリは子供のいなかったスウェーデン王エリク11世の姉であり、エリク10世の娘であった。兄ヴァルデマール1世（1239年 - 1302年）は両親の長男で、1250年から1275年までスウェーデン王として統治し、1250年までスウェーデン王位にあった母方の叔父エリク11世の後継者であった。1257年にヴァルデマール1世が成人した後も、父ビルイェル・ヤールは国を支配し続けた。1266年にビルイェル・ヤールが死去した後、ヴァルデマール1世は自ら王位につくことを望んでいた弟マグヌスと対立した。
1275年、マグヌスはデンマークの支援を得て兄ヴァルデマール1世に対して反乱を起こし、兄を王位から追い出した。ヴァルデマール1世は、1275年6月14日のティヴェデンの森におけるホヴァの戦いの後、マグヌスにより追放され、同年にマグヌスはモラの石（Mora stenar）においてスウェーデン王に選ばれた。1276年、マグヌスはホルシュタイン＝イツェホー伯ゲルハルト1世の娘ヘルヴィヒと2度目の結婚をしたといわれる。ヘルヴィヒは母エリーザベト・フォン・メクレンブルクを通じて、スヴェルケル2世の娘とみられるクリスティーナの子孫であった。その10年後の1286年に、ローマ教皇よりマグヌスの最初の結婚に対する無効宣告と2番目の結婚に対する特免状（血族関係にあったため必要であった）が発行された。ヘルヴィヒは1290年から1302年まで、および1320年から1327年まで摂政をつとめたとみられている。
退位させられた兄ヴァルデマール1世は、デンマークの支援を受けて王国南部のイェータランド地域を取り戻すことに成功し、マグヌスは1277年にそれを認めねばならなかった。しかし、マグヌスは1278年ごろにそれらを取り戻し、「rex Gothorum（ゴート人の王）」の称号を加え、これが「スヴェーア人とゴート人の王」の称号の始まりとなった。
マグヌスの末弟ベンクト（1254年 - 1291年）は助祭長となり、スウェーデンの大法官を務め、1284年にマグヌスはベンクトにフィンランド公国を与えた。
マグヌスが死去した時、息子たちはまだ未成年であった。マグヌスは親族でスウェーデンの大臣（Riksmarsk）であったトルケル・クヌッソンに、当時10歳ほどであった王の継承者ビルイェルの後見人となることを命じた。

## 現代の研究
2011年春、ストックホルム大学の考古学者と骨学者は、マグヌス・ラドゥロスとその親族と推定される遺体を研究するために、リッダーホルム教会にある王家の墓の1つを開く許可を与えられた。SVTは予備研究について放送し、マグヌスが病弱であったことなど、多くの結果が発表された。しかしC14検査により、骨は15世紀のものであることが判明し、マグヌスとその家族のものではないことが示された。2011年12月、研究者たちは近隣の石棺を開く許可を申請した。これまで、この石棺には後世のスウェーデン王カール8世の骨が含まれていると推定されていた。

## 子女
名前不明の最初の妃（のち結婚解消）との間に以下の子女が生まれたとされる。
- エリク・マグヌソン（1275年頃 - 1277年頃）

2番目の妃ヘルヴィヒ・フォン・ホルシュタインとの間に以下の子女が生まれた。
- インゲボリ・マグヌスドッテル（1277年 - 1319年） - デンマーク王エーリク6世と結婚
- ビルイェル・マグヌソン（1280年 - 1321年） - スウェーデン王
- エリク・マグヌソン（1282年頃 - 1318年） - セーデルマンランド公（1302年 - 1318年）、ハッランド公（1305年頃 - 1318年）。スウェーデン王マグヌス4世の父。
- ヴァルデマール・マグヌソン（1282年以降 - 1318年） - フィンランド公（1302年 - 1318年）、エーランド公（1310年 - 1318年）
- リキサ・マグヌスドッテル（1285年頃 - 1348年） - ストックホルムの聖クレア女子修道院長